# Бахарлу

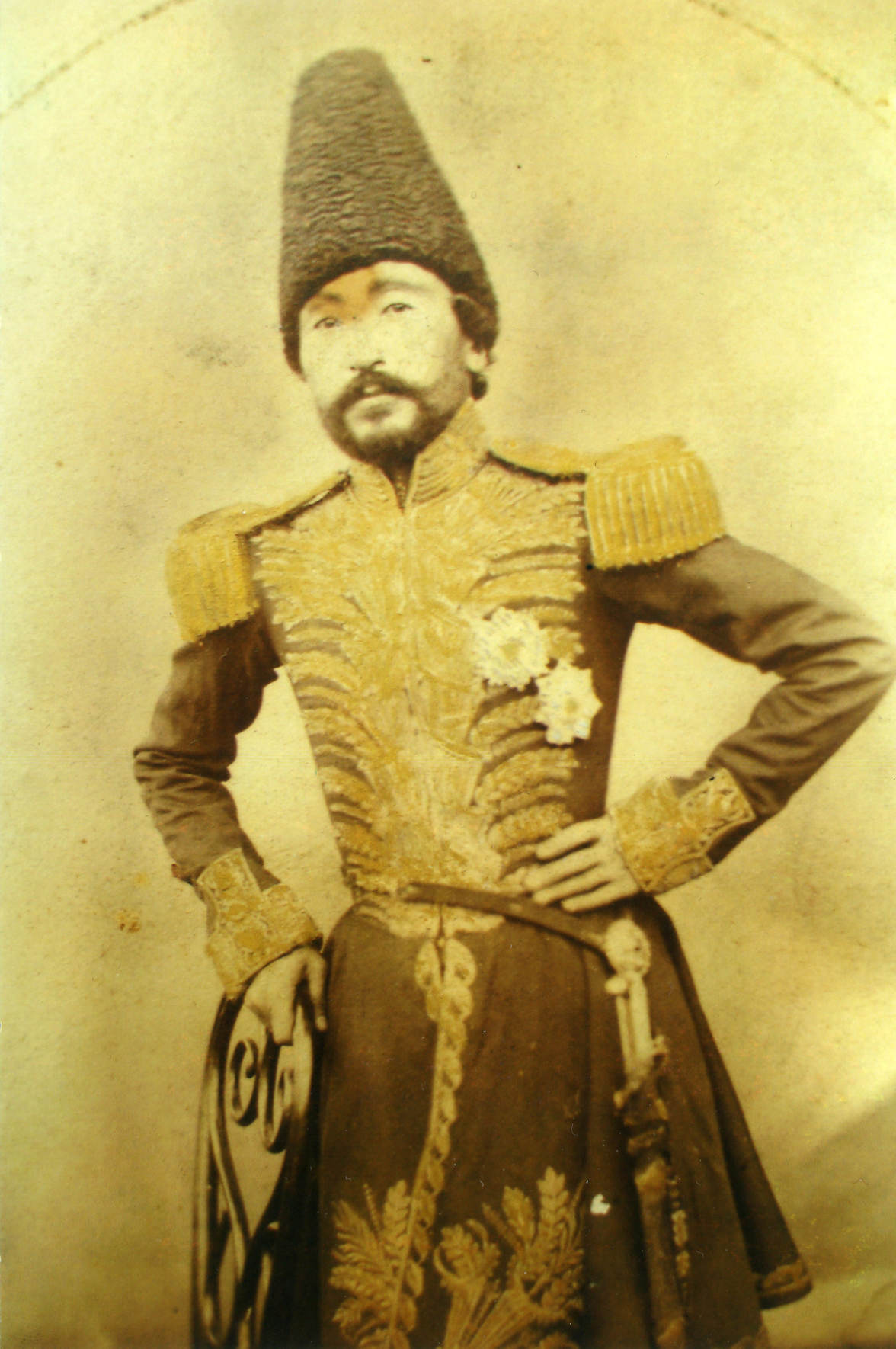
Мирза Мамедхасан-бек Хаджи — губернский секретарь и чиновник Российской империи

Бахарлу (азерб. Baharlı) — тюркская этнографическая группа азербайджанцев, проживающая в основном в Азербайджане и в останах Фарс, Керман и Хорасан в Иране. Говорят на одном из южных диалектов азербайджанского языка.

## Численность и расселение
Бахарлы проживают в Иранском Азербайджане провинциях Фарс, Керман и Хорасан в Иране. В 25 километрах к северо-западу от Миандоаба, расселены бахарлу, к северо-западу от Мараги, есть деревня под названием гарагёзлю, к западу от Хамадана есть деревни под названием Бахарлу и Гарагёзлю, а также существует клан бахарлу из Фарса по имени гарагёзлю. В иле Диярбакыр в Турции есть деревня под названием Бахарлу. Бахарлу живут в Шушинском и Зангезурском районах, а также есть три села под названием Бахарлы. Другая часть племени находится в Иранском Азербайджане. Во время посещения провинции в 1906 году французский ученый Эжен Обен обнаружил равнину Дизаджруд к северо-востоку от Мараги, населенную бахарлу. Это должна быть группа, которую Мэри Леонора Шейл ранее оценила в 2000 семей. Южнее находится деревня Бахарлу в районе Санандадж. На востоке некоторые бахарлу живут в деревне Бахармарз, в 12 километрах к югу от Дармиана, недалеко от афганской границы, в Южном Хорасане. В той же провинции в 3 километрах к северо-западу от Бошруи есть село под названием Балал. Затем, согласно Хасану Фасаи, в Хорезме есть племя по имени бахарлу. В провинции Керман есть небольшое племя по имени бар-э бахарлу. Оно обитает между Рабором и Безенджаном и в поздние времена Каджаров насчитывало около сорока семей.
До 1860-х годов бахарлу Фарса были полностью кочевыми. Их яйлаги находились в районах Рамджерд, Марвдашт и Камин, к северу от Шираза, а их гышлаши были вокруг Дараба и Изадхаста, на юго-востоке Фарса. Леди Шейл оценила их число в 1230 семей в 1849 году, Кейт Абботт в 2000 семей в 1850 году. Их последним важным лидером был Молла Ахмед-хан Бозорги из клана ахмедли, правивший между 1851-1852 и 1858-1859 годами. После его смерти завязалась ожесточенная борьба за власть. Резня следовала за резней. Так велики были потери в человеческих жизнях, что племя уже никогда не могло восстановить былую силу и соплеменники решили, что они уже недостаточно многочисленны, чтобы участвовать в длительных сезонных кочёвках, к которым они привыкли. Остальные бахарлу поселились на своих гышлагах и зарабатывали на жизнь смесью сельского хозяйства и скотоводства, а также доходами от бандитизма. В 1861-1862 годах племя было поглощено племенной конфедерацией хамса, которая была сформирована генерал-губернатором Фарса Султаном Мурад Мирзой в попытке сдержать растущее влияние племенной конфедерации кашкайцев.
В 1912 году бахарлу составляли 2500 семейств, половина которых проживала в Иранском Азербайджане, а другая половина в Фарсе. В 1933 году бахарлу Фарса составили 8000 семей, образующих двадцать кланов: ибрахимхани, ахмедли, исмаилхани, бюрбюр, бакла, джамбозорги, джарга, джуга, хаджитарли, хаджиаттарли, хейдарли, расулхани, сяккиз, сефихани, исабыглы, керимли, кёлапушти, мешхедли, насирбейли, варата. После Второй мировой войны бахарлу стали полностью оседлыми, живя круглый год в подрайонах Фасаруд, Хосуйя и Кариат-аль-Хайр в районе Дараба. Оливер Гаррод, британский врач, посетивший Фарс в конце войны, отметил: «Бахарлу, когда-то лучшие всадники и наиболее опасные воины и бандиты Восточного Фарса, к сожалению, выродились из-за воздействия малярии и болезней, порожденных скопившейся грязью их поселений». К 1957 году население племени сократилось до 4000 человек.

## История
Название племени связывают с топонимом Бахар возле Хамадана. Оно было центром огузского племени ивэ и бахарлу происходили из ивэ. По словам Джона Малькольма, изначально это была ветвь племени шамлы, которых Тамерлан привёл в Иран из Сирии. Такого же мнения придерживался и Альберт Хаутум-Шиндлер, добавлявший, что «в Фарсе их обычно называют арабами, вероятно, из-за того, что они пришли из Сирии». Но ни один из этих авторитетов не представил никаких документальных доказательств, подтверждающих это утверждение. Существует связь между бахарлу и племенем гарагёзлю, которое, как известно, было ветвью племени шамлы.
Во времена Кара-Коюнлу бахарлу жили в окрестностях Хамадана, что побудило Владимира Минорского предположить, что название произошло от названия крепости Бахар, расположенной в 14 километрах к северо-западу от этого города. Но тот факт, что в XVIII веке в центральной Анатолии существовало племя по имени бахарлу, предполагает, что часть племени осталась, когда предки бахарлу из Ирана переселились в Хамадан, и что это имя существовало уже до этого события. Возможно, что племя бахарлу присоединилось к племенной конфедерации Кара-Коюнлу только после того, как последняя уже была сформирована, скорее всего, после завоевания Хамадана Кара Юсуфом в 1408 году лидеры бахарлу достигли какой-либо известности. В тот период вождём племени был Али Шакар-бек из клана балал или балаллу. По словам Абд-аль-Баги Нахаванди, он был одним из самых способных полководцев Кара-Коюнлу и отвечал за завоевание большей части западного и юго-западного Ирана в 1457 году. Али Шакар-бек установил брачные связи с правящей семьей Кара-Коюнлу. По словам Бабура, Джаханшах женился на дочери Али Шакар-бека, Паша-бейим. Но согласно Хунджи Исфахани, на ней женился сын Джаханшаха Мухаммед Мирза.
Сын Али Шакар-бека, Пирали-бек (которого также иногда называют Ширали-беком), сменил его на посту вождя племени бахарлу. Он был одним из офицеров Джаханшаха, и когда этот правитель потерпел поражение от Узун Хасана в 1467 году, он укрылся у Тимуридов в Хорасане вместе с Ибрахим-беком, внуком Джаханшаха, и четырьмя или 5000 семей бахарлу. Там сосланные лидеры поступили на службу к Абу Саиду, последнему тимуридскому правителю, который пытался восстановить империю Тимуридов от Кашгара до Закавказья. Когда Абу Саид, в свою очередь, потерпел поражение от Узун Хасана в 1469 году, Пирали-бек и Ибрахим-бек присоединились к султану Хусейну Байкаре, тимуридскому правителю Хорасана. Узун Хасан неоднократно писал Хусейну Байкаре, требуя выдачи ссыльных вождей. Не получив ответа, он отправил в Хорасан не менее трёх войск. Позже Пирали-бек ушёл от Байкары и поступил на службу к султану Махмуду, третьему сыну Абу Саида, который обосновался в Хисар-и-Шадмане. Там Паша-бейим, которая овдовела и последовала за своим братом Пирали-беком в изгнание, вышла замуж за султана Махмуда. Когда Узун Хасан умер в 1472 году, Пирали-бек попытался вернуть себе прежнюю власть в Иране. Вместе со своим братом Байрам-беком и братом султана Махмуда по имени Абу Бакр он повёл объединённые силы бахарлу и чагатаев в провинцию Керман через Систан и Бам. Эта племенная армия захватила и Керман, и Сирджан, которые были плохо защищены, а затем направилась в Фарс. Но он был разгромлен экспедиционным корпусом, посланным новым правителем Ак-Коюнлу, султаном Ягубом. Пирали-бек, Байрам-бек и Абу Бакр, бросив свои семьи в Сирджане, бежали в Горган. Там на них напал отряд, посланный Хусейном Байкарой. Абу Бакр был убит, а лидеры бахарлу взяты в плен. Затем Пирали-бек был ослеплён, а Байрам-бек казнён.
Преемником Пирали-бека на посту главы бахарлу в Хорасане был его сын Джанали-бек. Он поселился в Бадахшане и к концу 1490-х годов поступил на службу к Бабуру. Во время боя Бабура в районе Андижана в 1499 году он получил такой удар по голове, что её пришлось трепанировать. Однако, несмотря на эти травмы, он продолжал служить Бабуру, следуя за ним в Кабул, а затем в Индию. Сын Джанали-бека, Сейфали-бек, также служил Бабуру. Когда Бабур умер, он поступил на службу к Хумаюну и на момент своей смерти был правителем Газни. Сын Сейфали-бека, Байрам-хан, стал известным государственным деятелем империи Великих Моголов. Он был ханбабой (опекуном) Акбара и первым хан-э хананом (главным министром). Он также был выдающимся учёным, поэтом и меценатом. Султангулу Гутб-аль-Мюлкь, тюркский авантюрист, основавший династию Кутбшахи на Голконде, в Декане, в 1496 году, также был из племени бахарлу. За время своего почти двухвекового правления эта династия создала самобытную индо-мусульманскую культуру.
В период после распада империи Кара-Коюнлу, оставшиеся в Западном Иране бахарлу постепенно поселились в Азербайджане вместе с несколькими другими племенами Кара-Коюнлу. Среди них был Хасан-бек Шакароглу, союзник правителя Ак-Коюнлу Альвенда Мирзы. Бахарлу не играли важной роли в период Сефевидов. Хасан-бек Румлу упоминает только двух известных выходцев из бахарлу того периода, а именно Мухаммеда Бахарлу, который был командующим крепостью в Балхе в 1516 году, и Вели-бека Бахарлу, который вместе со многими другими лидерами кызылбашей поддерживал Исмаила II в его стремлении к престолу после смерти шаха Тахмасиба I 1576 году.
В АСЭ указываются как одна из групп шахсевен.